# Klaus Wagner
Klaus Wagner (n. 16 ianuarie 1922, Knauthain⁠(d), Statul Liber Prusia⁠(d), Germania – d. 16 august 2001, Denkte, Saxonia Inferioară, Germania) a fost un călăreț ce a reprezentat Germania, medaliat olimpic. A participat la 4 ediții ale Jocurilor Olimpice (1952, 1956, 1960, 1968) în care a câștigat două medalii de argint.